# Propriano
Propriano település Franciaországban, Corse-du-Sud megyében. Lakosainak száma 3864 fő (2022. január 1.). Propriano Belvédère-Campomoro, Bilia, Grossa, Olmeto, Sartène és Viggianello községekkel határos.

## Népesség
A település népességének változása:
| Lakosok száma | 1831 | 3098 | 3217 | 3232 | 3734 | 3806 | 3747 | 3699 | 3705 | 3864 |
|               | 1968 | 1982 | 1990 | 2006 | 2013 | 2015 | 2017 | 2019 | 2020 | 2022 |